# Многочлены Роджерса
Многочлены Роджерса, называемые также многочленами Роджерса — Аски — Исмаила и непрерывными q-ультрасферическими многочленами, — это семейство ортогональных многочленов, которые ввёл Леонард Джеймс Роджерс в течение работ над тождествами Роджерса — Рамануджана. Они являются q-аналогами ультрасферических многочленов и являются многочленами Макдональда для специального случая A1 аффинной системы корней.
Аски и Исмаил в 1983 и Гаспер и Рахман в 2004 обсуждали свойства многочленов Роджерса в деталях.

## Определение
Многочлены Роджерса можно определить в терминах убывающего символа Похгаммера и базисных гипергеометрических рядов
{\displaystyle C_{n}(x;\beta |q)={\frac {(\beta ;q)_{n}}{(q;q)_{n}}}e^{in\theta }{}_{2}\phi _{1}(q^{-n},\beta ;\beta ^{-1}q^{1-n};q,q\beta ^{-1}e^{-2i\theta })},
где x = cos(θ).